# Hendrik Willem Caspari
Hendrik Willem Caspari (Wesel am Rhein, 28 januari 1770 - Amsterdam, 8 september 1829) was een in Duitsland geboren Nederlandse schilder, tekenaar en graveur.

## Leven en werk
Caspari werd in 1770 in Wesel geboren. Hij verhuisde al op jeugdige leeftijd in 1776 naar Amsterdam. Daar werd hij opgeleid als behangschilder en trad in dienst van de behangselfabriek van Jan Hendrik Troost van Groenendoelen. Als schilder en tekenaar volgde hij de opleiding aan Felix Meritis, een kunstzinnig genootschap dat in 1777 in Amsterdam was opgericht. Zijn leermeesters waren Geerlig Grijpmoed en Jan Hendrik van Grootvelt. Hij ontwikkelde zich tot portrettist. Hij portretteerde onder meer Hendrik Laurensz. Spiegel, Gijsbert Karel van Hogendorp, Jacob Duym, Leopold van Limburg Stirum, Rhijnvis Feith en Hendrik Tollens. Van veel van zijn getekende portretten werden gravures gemaakt door Jacob Ernst Marcus. Caspari zelf maakt zelf ook gravures van zijn portretten. Caspari was lid van het Kunstbevorderend Genootschap V.W. in Amsterdam.
Hij overleed in september 1829 op 59-jarige leeftijd in zijn woonplaats Amsterdam.

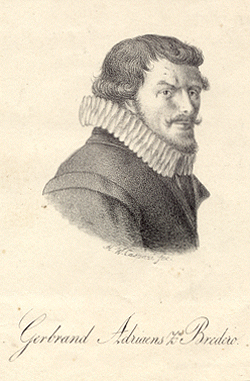
Portret van Bredero
Portret van schilder Daniël Kerkhoff
Portret van schilder Albert Brandt
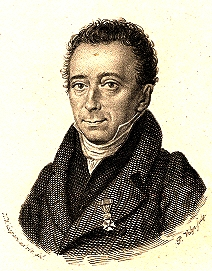
Portret van Samuel Iperusz. Wiselius

- Bibliothèque nationale de France: cb14971306v (data)
- Biografisch Portaal: 47799418
- Digitale Bibliotheek voor de Nederlandse Letteren: casp007
- Gemeinsame Normdatei: 133109798
- International Standard Name Identifier: 0000 0000 6663 3338
- Nederlandse Thesaurus van Auteursnamen: 069974500
- RKD-Nederlands Instituut voor Kunstgeschiedenis: 15756
- Union List of Artist Names: 500050445
- Virtual International Authority File: 61821557
- WorldCat: E39PBJxhtJpxDxKyHMVWv9HBfq